# 채선일
채선일(1994년 8월 3일 ~ )은 대한민국의 축구 선수이다. 포지션은 수비수이다.